# Comuna Ciîșkî, Pustomîtî
Ciîșkî (în ucraineană Чишки) este o comună în raionul Pustomîtî, regiunea Liov, Ucraina, formată din satele Berejanî, Ciîșkî (reședința), Sosnivka și Volîțea.

## Demografie
Componența lingvistică a comunei Ciîșkî
     Ucraineană (99,28%)
     Alte limbi (0,69%)
Conform recensământului din 2001, majoritatea populației comunei Ciîșkî era vorbitoare de ucraineană (99,28%), existând în minoritate și vorbitori de alte limbi.